# Sami Gayle

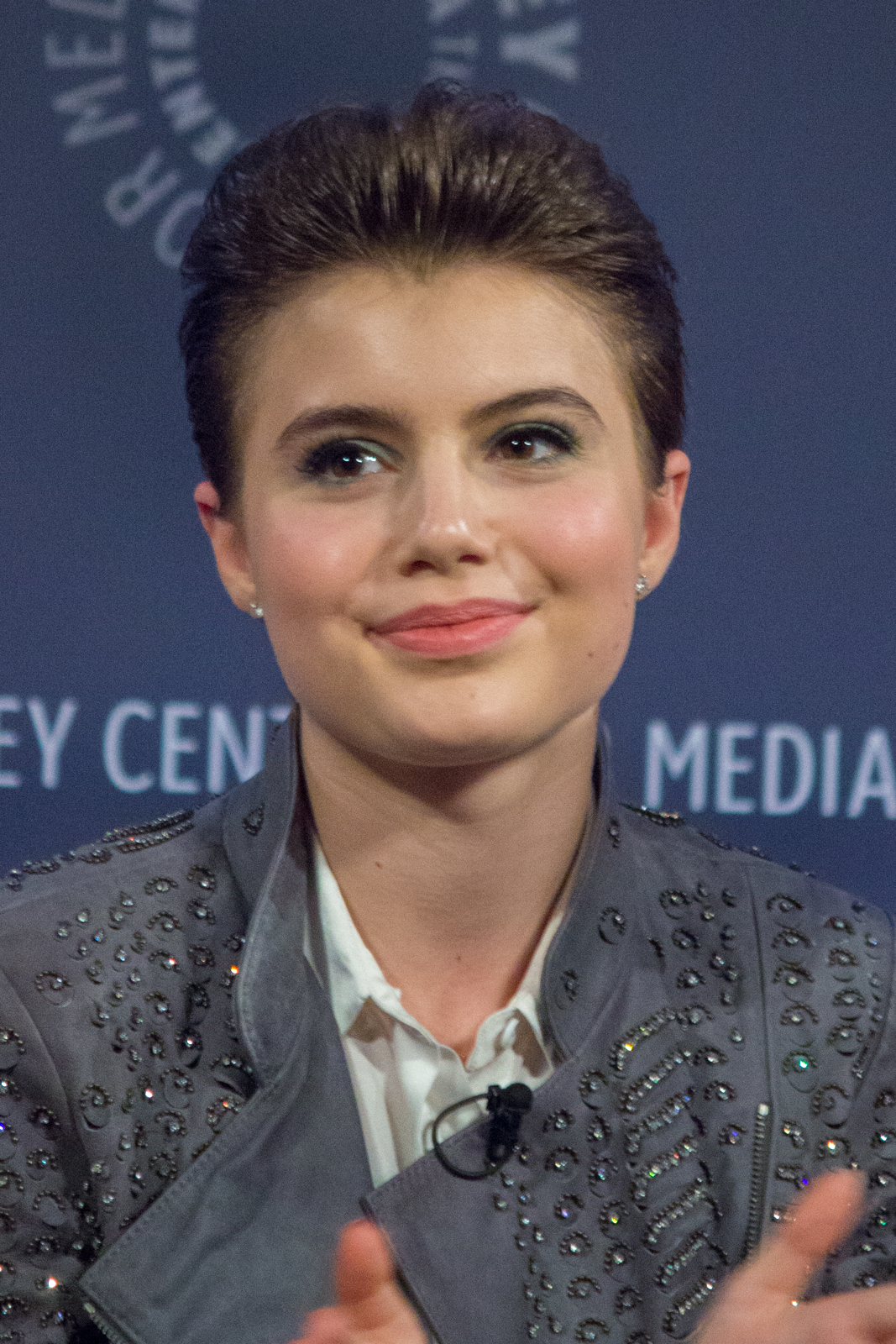
Sami Gayle (2014)

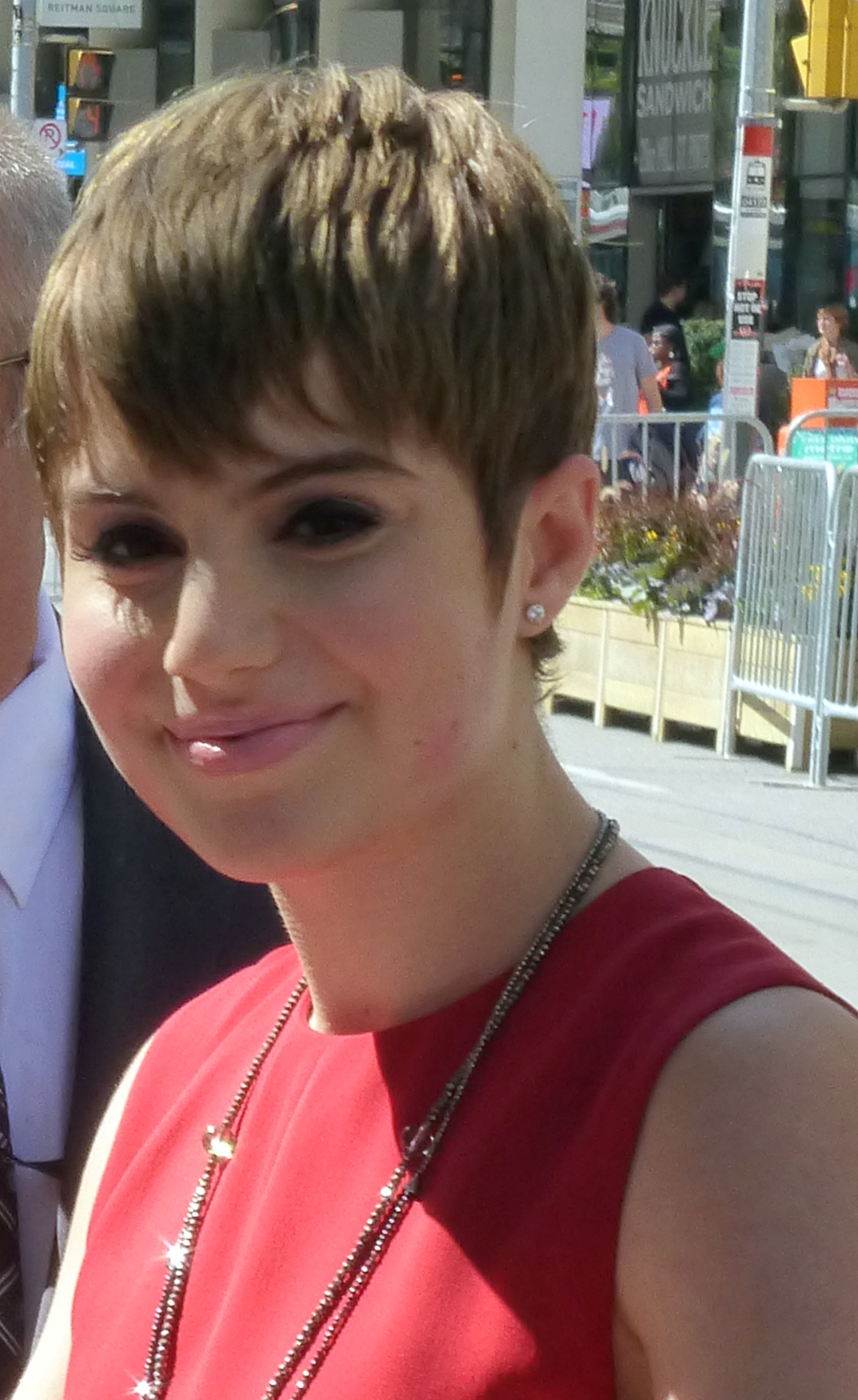
Sami Gayle (2013)

Sami Gayle (* 22. Januar 1996 in Weston, Florida) ist eine US-amerikanische Schauspielerin, die durch ihre Rollen in Detachment und Blue Bloods – Crime Scene New York bekannt wurde. Neben ihrer Schauspielkarriere ist sie auch als Sängerin und Tänzerin aktiv.

## Leben und Karriere
Sami Gayle wurde 1996 in einer jüdischen Familie in einer Kleinstadt im Süden Floridas geboren.
Ab ihrem Freshman-Jahr an der Highschool absolvierte sie Advanced-Placement-Kurse und bekam danach vorwiegend Unterricht über das Internet, da ihre Schauspielkarriere ein regelmäßiges Besuchen der Schule nicht weiter zuließ. 
Nach ihren Broadway-Rollen als Annie Who in Dr. Seuss’ How the Grinch Stole Christmas! und als Baby June in Gypsy, wo sie unter anderem an der Seite von Patti LuPone agierte, folgten für Gayle auch erste nennenswerte Auftritte im Film- und Fernsehgeschäft. So hatte sie ab 2009 eine wiederkehrende Rolle als Hayden Lawson in der US-Seifenoper Jung und Leidenschaftlich – Wie das Leben so spielt, in der man sie bis 2010 in drei Folgen sah. 
2010 folgte ihr TV-Durchbruch, als sie für die Krimiserie Blue Bloods – Crime Scene New York gecastet wurde und dabei eine der Nebenrollen als Nicky Reagan-Boyle bekam und neben Tom Selleck, Donnie Wahlberg, Bridget Moynahan, Will Estes, Len Cariou, Jennifer Esposito und Amy Carlson spielte. Durch diese Rolle wurde sie auch überregional bekannt; zudem wurde sie bei der Verleihung der Young Artist Awards 2012 für ihr Engagement in Blue Bloods – Crime Scene New York für einen Young Artist Award in der Kategorie „Beste wiederkehrende Schauspielerin in einer Fernsehserie (Best Performance in a TV Series – Recurring Young Actress)“ nominiert.
In der Folge wurde Gayle für die Nebenrolle der minderjährigen Prostituierten Erica in Tony Kayes Filmdrama Detachment an der Seite von Oscarpreisträger Adrien Brody gecastet. Neben ihren Engagements in Film und Fernsehen sowie in Broadway-Produktionen kam Gayle unter anderem im Mai 2010 auch erstmals in einem Off-Broadway-Stück zum Einsatz. Im Off-Broadway-Regiedebüt von Jonathan Demme, dem Stück Family Week, das im Lucille Lortel Theatre in der Christopher Street aufgeführt wurde, hatte sie die Rolle der Kay inne und spielte an der Seite von Kathleen Chalfant und Rosemarie DeWitt. 
Im September 2009 spielte sie in einem Off-Off-Broadway-Stück mit dem Titel Martial Plans unter der Regie von Evan Cabnet mit. 2011 hatte sie eine Gastrolle in der Fernsehserie Royal Pains und wurde für ihre Darbietung im Folgejahr für einen Young Artist Award in der Kategorie „Beste Gastdarstellerin in einer Fernsehserie – zwischen 14 und 16 Jahren (Best Performance in a TV Series – Guest Starring Young Actress 14–16)“ nominiert. In Stolen spielt Gayle 2012 als Alison unter anderem mit Nicolas Cage, Malin Åkerman, Josh Lucas, Danny Huston und Mark Valley. In Ari Folmans The Congress ist sie als Sarah zu sehen. 
Gayle steht in der nationalen Rangliste in Public Forum Debate, im Führen von öffentlichen Debatten, und erhielt bereits zwei Angebote, um am Tournament of Champions teilzunehmen. Damit gehört sie zu einer der besten Debattierer der Vereinigten Staaten. Sie spielte 2018 eine Hauptrolle im Film Candy Jar, der sich um Debattierwettbewerbe dreht. An der Columbia University studierte sie Politikwissenschaften und Kunstgeschichte und machte 2018 ihren Abschluss.

## Filmografie
- 2009–2010: Jung und Leidenschaftlich – Wie das Leben so spielt (As the World Turns, Fernsehserie, 3 Episoden)
- 2010–2020, 2023: Blue Bloods – Crime Scene New York (Blue Bloods, Fernsehserie, 200 Episoden)
- 2011: Royal Pains (Fernsehserie, 1 Episode)
- 2011: Detachment
- 2012: Stolen
- 2013: The Congress
- 2013: Hateship Loveship
- 2014: Vampire Academy
- 2014: Noah
- 2018: Candy Jar

## Theaterauftritte
- 2007 – 2008: Dr. Seuss’ How the Grinch Stole Christmas! → Broadway
- 2008 – 2009: Gypsy → Broadway
- 2009: Martial Plans → Off-Off-Broadway
- 2010: Family Week → Off-Broadway

## Nominierungen
- 2012: Young Artist Award in der Kategorie „Best Performance in a TV Series – Guest Starring Young Actress 14–16“ für ihr Engagement in Royal Pains[3]
- 2012: Young Artist Award in der Kategorie „Best Performance in a TV Series – Recurring Young Actress“ für ihr Engagement in Blue Bloods – Crime Scene New York[3]